# Deutsche Bank Players Championship of Europe
Die Deutsche Bank Players Championship of Europe war bis 2007 ein Golfturnier, das jährlich eine Woche nach der Open Championship stattfand und im Rahmen der Tournament Players Championship der PGA European Tour als Europameisterschaft des Profigolfes durchgeführt wurde. Nach der Open de France galt es als das bedeutendste Golfturnier auf dem europäischen Festland. Der Gewinner erlangte eine fünfjährige Spielberechtigung auf der European Tour.

## Geschichte
Die Veranstaltung wurde 1992 unter dem Namen Honda Open erstmals ausgetragen, erhielt 1995 die Zusatzbezeichnung Tournament Players’ Championship of Europe (kurz TPC of Europe) und lief bis 1997 als Deutsche Bank Open TPC of Europe. Von 1998 bis 2004 hieß das Turnier Deutsche Bank – SAP Open TPC of Europe. 2004 zog sich SAP als Titelsponsor zurück, 2007 folgte die Deutsche Bank. Somit war das Ende für das Turnier vorerst besiegelt.

## Preisgeld
Mit zuletzt 3,6 Mio. € zählte der Bewerb zu den hochdotierten Turnieren der Tour und wurde am europäischen Festland nur von der Open de France (4 Mio. €) übertroffen.

## Austragungsorte
Das Turnier wurde auf Gut Kaden Golf und Land Club in Alveslohe bei Hamburg ausgetragen.
Ursprünglich wechselte der Austragungsort bis zum Rückzug des Titelsponsors SAP alle zwei Jahre mit dem Golf Club St. Leon-Rot bei Heidelberg.

## Sieger
| Jahr                                         | Sieger                                       | Nationalität                                 |
| Deutsche Bank Players Championship of Europe | Deutsche Bank Players Championship of Europe | Deutsche Bank Players Championship of Europe |
| -------------------------------------------- | -------------------------------------------- | -------------------------------------------- |
| 2007                                         | Andrés Romero                                | Argentinien                                  |
| 2006                                         | Robert Karlsson                              | Schweden                                     |
| 2005                                         | Niclas Fasth                                 | Schweden                                     |
| Deutsche Bank – SAP Open TPC of Europe       |                                              |                                              |
| 2004                                         | Trevor Immelman                              | Südafrika                                    |
| 2003                                         | Pádraig Harrington                           | Irland                                       |
| 2002                                         | Tiger Woods                                  | Vereinigte Staaten                           |
| 2001                                         | Tiger Woods                                  | Vereinigte Staaten                           |
| 2000                                         | Lee Westwood                                 | England                                      |
| 1999                                         | Tiger Woods                                  | Vereinigte Staaten                           |

| Jahr                                   | Sieger          | Nationalität |
| -------------------------------------- | --------------- | ------------ |
| 1998                                   | Lee Westwood    | England      |
| Deutsche Bank – SAP Open TPC of Europe |                 |              |
| 1997                                   | Ross McFarlane  | England      |
| 1996                                   | Frank Nobilo    | Neuseeland   |
| Honda Open – TPC of Europe             |                 |              |
| 1995                                   | Bernhard Langer | Deutschland  |
| Honda Open                             |                 |              |
| 1994                                   | Robert Allenby  | Australien   |
| 1993                                   | Sam Torrance    | Schottland   |
| 1992                                   | Bernhard Langer | Deutschland  |

## Andere Golfturniere der Deutschen Bank
- Deutsche Bank Championship (Norton, Massachusetts, Vereinigte Staaten)
- Deutsche Bank Ladies’ Swiss Open (Losone, Schweiz)